# Лилапсофобия
Лилапсофобия — ненормальная боязнь торнадо или ураганов. Лилапсофобия считается более тяжелым типом астрафобии, то есть боязнью грома и молнии.

## Признаки и симптомы
Психические и эмоциональные симптомы лилапсофобии включают:
- Навязчивые мысли
- Трудности мышления
- Дереализация
- Страх потерять контроль или сойти с ума
- Паническая атака
- Ужас
- Желание убежать или спрятаться

Физические симптомы лилапсофобии включают:
- Головокружение, дрожь, учащенное сердцебиение, предобморочное состояние или обморок
- Одышка
- Тахикардия
- Боль или дискомфорт в груди
- Тремор
- Чувство удушья
- Потоотделение
- Тошнота
- Онемение или покалывание

Многие лилапсофобы также страдают аутофобией, боязнью одиночества. Страдающие часто договариваются с людьми, которых они знают, чтобы помочь смягчить себе страх.

## Причины
Как и многие фобии, лилапсофобия вызвана нежелательным опытом, особенно полученным от торнадо или ураганов, которые вызвали травмы, разрушения или потерю близких у себя или у близких больному людей. Людям, пережившим торнадо или ураган, рекомендуется обратиться за профессиональной психологической консультацией, особенно для того, чтобы определить, страдает ли человек посттравматическим стрессовым расстройством. Эта фобия может быть вызвана даже узнаванием новостей о торнадо или ураганах с помощью средств массовой информации, таких как телевидение, Интернет или радио, даже если они произошли далеко от дома.
Если человек узнает, что у кого-то в семье есть такая фобия, то этот человек с большей вероятностью будет также страдать от неё.

## Последствия
Лилапсофобы проводят много времени, наблюдая за погодой или проверяя погоду в Интернете, чтобы не пропустить надвигающийся шторм. Когда начинается шторм, больные либо постоянно наблюдают за предупреждениями о суровой погоде, либо укрываются, например, под кроватью или в комнате без окон. В крайних случаях пострадавшие укрываются от торнадо, как только начинается дождь, обычно в подвале или убежище от шторма. Больные, у которых есть погодное радио или мобильные телефоны, могут смотреть радар и получать оповещения, используя его, прячась.

## Уход
Как и многие другие фобии, лилапсофобию часто можно лечить с помощью когнитивно-поведенческой терапии, но если она связана с посттравматическим стрессовым расстройством, то может быть рекомендован иной метод терапии.

## Этимология
Греческое базовое слово — λαῖλα|ψ -απος лайла|пс — апос, по этой причине термин строго должен был быть *лАЙлаПофобия — подобно мирмекофобии от мирме|кс — экос. Греческие слова, оканчивающиеся на ψ (пс) и ξ (кс), регулярно становились бы -пос / -кос (соответственно) в косвенных падежах, обычно даваемых как форма родительного падежа. Это правило справедливо и для латыни, ср. pax, pac|is, и именно от формы винительного падежа pacem все романские языки взяли свои слова для «мира». Исторически это правило было «забыто» — одним из результатов стал ложный неологизм «лила псофобия».

## У детей
Как и астрафобия, лилапсофобия является распространенным страхом у детей, хотя и менее распространенным. Поскольку дети только учатся отличать фантазию от реальности, трансляции крупных штормов по телевидению или обсуждения родителями могут вызвать опасения, что шторм приближается с потенциалом торнадо или урагана.
Поскольку страх является частью нормального развития ребёнка, эта фобия не диагностируется, если она сохраняется более шести месяцев. Родители должны победить страх ребёнка, рассказав ему, насколько редки сильные штормы, которые обрушиваются на район родного города.

## В популярной культуре
В фильме 1996 года «Смерч» доктор Джо Хардинг (Хелен Хант), став охотником за штормами, страдает лилапсофобией из-за гибели отца в торнадо, когда она была ребёнком.
Торнадо 2011 года в Джоплине побудил Карин Р. Херрманн из Майами, штат Оклахома, страдавшую лилапсофобией, написать о своем опыте.